# Kenneth Greuz
Kenneth Greuz, folkbokförd Bo Kennet Gunnar Greus, född 22 februari 1953 i Nätra församling i Ångermanland, död 13 juli 2015 i Enskede-Årsta församling i Stockholm, var en svensk artist.

## Biografi
Greuz deltog två gånger i svenska Melodifestivalen. År 1977 tillsammans med spelmannen Eric Öst sjöng han "Ola mä fiola" till nionde plats, och 1978 hette bidraget "Åh, Evergreens" som blev åtta.
Kenneth Greuz är begravd på Sollentuna kyrkogård.